# Maruki Iri et Toshiko
Iri Maruki (1901-1995) et sa femme Toshiko (1912-2000) ; née avec le nom de famille Akamatsu) sont des peintres professionnels à tendance abstraite, japonais, du XXe siècle.

## Biographies

### Enfance, formation, mariage et collaboration
Iri Maruki naît en 1901 dans la province d'Hiroshima. Toshiko Akamatsu naît en 1912 à Hokkaidō ; elle est la fille d'un moine bouddhiste et a grandi dans un temple rural.
Iri étudie la peinture traditionnelle nihonga (monochrome à l'encre) ; Toshi étudie quant à elle l'art occidental à l'université (Joshibijutsudaigaku no joshi-kō).
Ils se forment tous deux en autodidactes à la peinture japonaise[réf. nécessaire]. En 1941, ils se marient et ils commencent à travailler. À partir de 1948 (soit trois ans après la fin de la seconde guerre mondiale), ils commencent leur longue période de collaboration artistique concernant la guerre et les tragédies humaines — ainsi que la pollution, plus tard— ; ils se sont ainsi notamment intéressés à Hiroshima et au bombardement atomique qui avait eu lieu sur cette ville en 1945. À l'époque de la bombe d'Hiroshima, Iri avait de la famille sur place et certains membres sont morts ; lui-même est arrivé sur le site trois jours après la destruction de la ville. Son épouse l'avait rejoint peu de jours après,. Ils sont restés sur le site durant un mois, enterrant les morts et aidant les survivants. Toshi souffrira des radiations encore des années après. À la suite de ce dont ils avaient été témoins, ils ont ressenti une urgence d'exprimer artistiquement cela et ce qui leur revenait en mémoire : ceci est l'origine de 15 grandes peintures faites durant les trente années ayant suivi l'attaque d'Hiroshima,. Ils ont à l'époque aussi recueilli des témoignages de survivants, malgré le risque d'être arrêtés. Parmi leurs autres collaborations autour de la guerre et des tragédies liées, se trouvent des œuvres concernant le  massacre de Nankin et le camp de concentration d'Auschwitz.
En 1956, ils effectuent un voyage en Chine et en Union Soviétique.

### Décès
Iri meurt le 19 octobre 1995. Toshiko meurt en 2000.

## Œuvres et expositions

### Peintures
Ils exposent dans plusieurs manifestations de groupe telles les expositions Seiryusha et d'Art et de Culture. Ils participent aux Salons des Artistes d'Avant-Garde et des Artistes Indépendants, dont ils deviennent membres en 1939.
En 1953, ils produisent une série de dix œuvres, Peintures de la bombe atomique (œuvre nommée en anglais The Hiroshima Panels,), dénonçant les horreurs de la guerre. Pour ce travail, ils reçoivent le prix culturel international de la paix. Les trois premiers panneaux de la série sont Ghosts, Fire et Water.
Ils peignent aussi en duo la Bataille d'Okinawa et le Massacre de Nankin par l'armée impériale en 1937. Depuis 1980, ils prennent pour thème la pollution industrielle.
La Maruki Gallery a été créée à Higashi Matsuyama, au Japon, en 1966, afin de sauvegarder les peintures du couple. Quatorze des peintures d'Hiroshima y sont exposées ; la quinzième œuvre, nommée Nagazaki, est exposée dans le Musée de la bombe atomique de Nagasaki, dans la ville du même nom.

### Œuvre écrite et illustrations de Toshiko

#### Œuvre écrite
- Pika, l'éclair d'Hiroshima. Paris : Syros, 1984. 47 p.[7]

#### Illustrations
- Usagi no ie (autre version du titre : La maison du lapin : conte traditionnel russe). Raconté par Risako Uchida ; ill. Toshi Maruki. Tokyo : Fukuinkan-Shoten, 1969[8].
- Twelve months. Risako Uchida ; Illustrations Toshi Maruki. Tokyo : Fukuinkan-Shoten, 1971[9].
- Village life in ancient times. Yoichi Takashi ; Illustrations Toshi Maruki : Tokyo : Fukuinkan-Shoten, 1973[10].
- Kitsune no oki tegami. Textes Kikuchi Keiichi ; ill. Maruki Toshi ; 1977[11].
- The Hiroshima Story. Toshi Maruki ; histoire en anglais de Judith Elkin. Londres : Adam and Charles Black, 1983[12].
- A big root drifts down the river. Hisako Murakami ; Illustrations Toshi Maruki. Tokyo : Fukuinkan-Shoten, 1999[13].

## Prix
Le couple a reçu différents prix pour son travail, dont :
- Prix culturel international de la paix 1953[1], pour la série des œuvres Peintures de la bombe atomique.
- Nomination pour le Prix Nobel de la paix 1995, pour leur engagement en faveur du désarmement nucléaire et la paix mondiale[4].